# Gary Lineker
Gary Winston Lineker (Leicester, 30 november 1960) is een Engels tv-presentator en voormalig voetballer. Hij speelde tussen 1978 en 1994 als aanvaller. Met tien doelpunten op een WK-eindronde is hij Engels recordhouder. 

## Biografie

### Voetbalcarrière
Lineker begon zijn carrière bij Leicester City in 1976 en brak door in het eerste team aldaar in 1978. Hij vormde bij Leicester City een aantal jaar een zeer productief aanvalsduo met Alan Smith. Door de goals van Lineker en Smith promoveerde Leicester in het seizoen 1982/83 en in het seizoen 1984/85 werd Lineker topscorer in de Engelse competitie. Het leverde hem een transfer op naar Everton, waar hij meteen weer Engels topscorer werd. Lineker vormde bij Everton een gevaarlijk spitsenduo met de Schot Graeme Sharp. 
Ook speelde hij het Wereldkampioenschap voetbal 1986 in Mexico, waar hij topscorer van het toernooi werd, ondanks dat Engeland in de kwartfinales werd uitgeschakeld. Dit zorgde ervoor dat FC Barcelona Everton een bod deed. Na een seizoen verhuisde Lineker naar Spanje. Het verblijf in Spanje was geen groot succes, maar Lineker won wel een European Cup Winners Cup in 1989.
In 1989 verhuisde Lineker terug naar Engeland, waar hij bij Tottenham Hotspur ging spelen. De Spurs wonnen de FA Cup in 1991. In 1993 verraste Lineker de voetbalwereld met een transfer naar het Japanse Nagoya Grampus Eight. Een teenblessure zorgde ervoor dat Lineker in 1994 besloot te stoppen met zijn actieve voetballeven.
In totaal speelde Lineker 80 keer voor het nationale elftal van Engeland, waarin hij 48 doelpunten maakte, eentje minder dan het toenmalige record van Bobby Charlton.
Mogelijk nog het meest opvallende aan Lineker was dat hij in zijn gehele carrière als profvoetballer nooit ook maar één gele of rode kaart heeft ontvangen.

### Mediacarrière
Sinds 1999 presenteert Lineker het bekende Engelse voetbalprogramma Match of the Day op de BBC. In de loop der jaren werd hij de best betaalde presentator van die omroep.
In oktober 2003 zorgde een actie van Gary Lineker ervoor dat er zo'n €8.000.000,- werd opgehaald voor Leicester City, waardoor de club kon blijven bestaan. Critici zagen dit als een egotrip, maar Lineker heeft het altijd bestempeld als liefdadigheid.
In juli 2008 werd bekend dat Lineker de wedstrijden in de Nederlandse Eredivisie ging analyseren op Eredivisie Live. Nog geen jaar na het tekenen van zijn contract stopte hij hiermee.
Lineker veroorzaakte in 2023 een politieke rel, toen hij de taal waarmee leden van het kabinet-Sunak het Britse asielbeleid verdedigen vergeleek met die in Nazi-Duitsland in de jaren 30. Daags na het ontstaan van de ophef werd hij door de BBC gedwongen te stoppen als presentator van Match of the Day. Daarop staakten Ian Wright en Alan Shearer hun medewerking aan het programma. Linekers schorsing werd enkele dagen later echter weer opgeheven. Na ophef over het retweeten van antisemitisch bericht op social media besloot Lineker aan het einde van het voetbalseizoen 2024/25 op te stappen bij Match of the Day. Hij presenteerde zijn laatste uitzending op 26 mei 2025.

## Erelijst
| Competitie                      |                |                |                |                |
| Competitie                      | Aantal         | Jaren          |                |                |
| Leicester City                  | Leicester City | Leicester City | Leicester City | Leicester City |
| ------------------------------- | -------------- | -------------- | -------------- | -------------- |
| Football League Second Division | 1x             | 1979/80        |                |                |
| Everton                         |                |                |                |                |
| FA Charity Shield               | 1x             | 1985           |                |                |
| FC Barcelona                    |                |                |                |                |
| Continentaal                    |                |                |                |                |
| European Cup Winners Cup        | 1x             | 1988/89        |                |                |
| Nationaal                       |                |                |                |                |
| Copa del Rey                    | 1x             | 1988/89        |                |                |
| Tottenham Hotspur               |                |                |                |                |
| FA Cup                          | 1x             | 1990/91        |                |                |
| FA Charity Shield               | 1x             | 1991           |                |                |

| Competitie            | Winnaar  | Winnaar          | Runner-up | Runner-up | Derde    | Derde    |
| Competitie            | Aantal   | Jaren            | Aantal    | Jaren     | Aantal   | Jaren    |
| Engeland              | Engeland | Engeland         | Engeland  | Engeland  | Engeland | Engeland |
| --------------------- | -------- | ---------------- | --------- | --------- | -------- | -------- |
| Rous Cup              | 3x       | 1986, 1988, 1989 |           |           |          |          |
| England Challenge Cup | 1x       | 1991             |           |           |          |          |

## Interlands
| Interlands van Gary Lineker voor Engeland | Interlands van Gary Lineker voor Engeland | Interlands van Gary Lineker voor Engeland | Interlands van Gary Lineker voor Engeland | Interlands van Gary Lineker voor Engeland | Interlands van Gary Lineker voor Engeland |
| №                                         | Datum                                     | Wedstrijd                                 | Uitslag                                   | Competitie                                | Goals                                     |
| ----------------------------------------- | ----------------------------------------- | ----------------------------------------- | ----------------------------------------- | ----------------------------------------- | ----------------------------------------- |
| 1                                         | 26.05.1984                                | Schotland – Engeland                      | 1 – 1                                     | British Championship                      |                                           |
| 2                                         | 26.03.1985                                | Engeland – Ierland                        | 2 – 1                                     | Vriendschappelijk                         | Goal                                      |
| 3                                         | 01.05.1985                                | Roemenië – Engeland                       | 0 – 0                                     | WK-kwalificatie                           |                                           |
| 4                                         | 25.05.1985                                | Schotland – Engeland                      | 1 – 0                                     | Vriendschappelijk                         |                                           |
| 5                                         | 06.06.1985                                | Italië – Engeland                         | 2 – 1                                     | Vriendschappelijk                         |                                           |
| 6                                         | 12.06.1985                                | Engeland – West-Duitsland                 | 3 – 0                                     | Vriendschappelijk                         |                                           |
| 7                                         | 16.06.1985                                | Verenigde Staten – Engeland               | 0 – 5                                     | Vriendschappelijk                         | Goal · Goal                               |
| 8                                         | 11.09.1985                                | Engeland – Roemenië                       | 1 – 1                                     | WK-kwalificatie                           |                                           |
| 9                                         | 16.10.1985                                | Engeland – Turkije                        | 5 – 0                                     | WK-kwalificatie                           | Goal · Goal · Goal                        |
| 10                                        | 13.11.1985                                | Engeland – Noord-Ierland                  | 0 – 0                                     | WK-kwalificatie                           |                                           |
| 11                                        | 29.01.1986                                | Egypte – Engeland                         | 0 – 4                                     | Vriendschappelijk                         |                                           |
| 12                                        | 26.03.1986                                | Sovjet-Unie – Engeland                    | 0 – 1                                     | Vriendschappelijk                         |                                           |
| 13                                        | 24.05.1986                                | Canada – Engeland                         | 0 – 1                                     | Vriendschappelijk                         |                                           |
| 14                                        | 03.06.1986                                | Portugal – Engeland                       | 1 – 0                                     | WK-eindronde                              |                                           |
| 15                                        | 06.06.1986                                | Engeland – Marokko                        | 0 – 0                                     | WK-eindronde                              |                                           |
| 16                                        | 11.06.1986                                | Engeland – Polen                          | 3 – 0                                     | WK-eindronde                              | Goal · Goal · Goal                        |
| 17                                        | 18.06.1986                                | Engeland – Paraguay                       | 3 – 0                                     | WK-eindronde                              | Goal · Goal                               |
| 18                                        | 22.06.1986                                | Argentinië – Engeland                     | 2 – 1                                     | WK-eindronde                              | Goal                                      |
| 19                                        | 15.10.1986                                | Engeland – Noord-Ierland                  | 3 – 0                                     | EK-kwalificatie                           | Goal · Goal                               |
| 20                                        | 12.11.1986                                | Engeland – Joegoslavië                    | 2 – 0                                     | EK-kwalificatie                           |                                           |
| 21                                        | 18.02.1987                                | Spanje – Engeland                         | 2 – 4                                     | Vriendschappelijk                         | Goal · Goal · Goal · Goal                 |
| 22                                        | 01.04.1987                                | Noord-Ierland – Engeland                  | 0 – 2                                     | EK-kwalificatie                           |                                           |
| 23                                        | 29.04.1987                                | Turkije – Engeland                        | 0 – 0                                     | EK-kwalificatie                           |                                           |
| 24                                        | 19.05.1987                                | Engeland – Brazilië                       | 1 – 1                                     | Vriendschappelijk                         | Goal                                      |
| 25                                        | 09.09.1987                                | West-Duitsland – Engeland                 | 3 – 1                                     | Vriendschappelijk                         | Goal                                      |
| 26                                        | 14.10.1987                                | Engeland – Turkije                        | 8 – 0                                     | EK-kwalificatie                           | Goal · Goal · Goal                        |
| 27                                        | 11.11.1987                                | Joegoslavië – Engeland                    | 1 – 4                                     | EK-kwalificatie                           |                                           |
| 28                                        | 23.03.1988                                | Engeland – Nederland                      | 2 – 2                                     | Vriendschappelijk                         | Goal                                      |
| 29                                        | 27.04.1988                                | Hongarije – Engeland                      | 0 – 0                                     | Vriendschappelijk                         |                                           |
| 30                                        | 21.05.1988                                | Engeland – Schotland                      | 1 – 0                                     | Vriendschappelijk                         |                                           |
| 31                                        | 24.05.1988                                | Engeland – Colombia                       | 1 – 1                                     | Vriendschappelijk                         | Goal                                      |
| 32                                        | 28.05.1988                                | Zwitserland – Engeland                    | 0 – 1                                     | Vriendschappelijk                         | Goal                                      |
| 33                                        | 12.06.1988                                | Engeland – Ierland                        | 0 – 1                                     | EK-eindronde                              |                                           |
| 34                                        | 15.06.1988                                | Engeland – Nederland                      | 1 – 3                                     | EK-eindronde                              |                                           |
| 35                                        | 18.06.1988                                | Engeland – Sovjet-Unie                    | 1 – 3                                     | EK-eindronde                              |                                           |
| 36                                        | 19.10.1988                                | Engeland – Zweden                         | 0 – 0                                     | WK-kwalificatie                           |                                           |
| 37                                        | 16.11.1988                                | Saoedi-Arabië – Engeland                  | 1 – 1                                     | Vriendschappelijk                         |                                           |
| 38                                        | 08.02.1989                                | Griekenland – Engeland                    | 1 – 2                                     | Vriendschappelijk                         |                                           |
| 39                                        | 08.03.1989                                | Albanië – Engeland                        | 0 – 2                                     | WK-kwalificatie                           |                                           |
| 40                                        | 26.04.1989                                | Engeland – Albanië                        | 5 – 0                                     | WK-kwalificatie                           | Goal                                      |
| 41                                        | 03.06.1989                                | Engeland – Polen                          | 3 – 0                                     | WK-kwalificatie                           | Goal                                      |
| 42                                        | 07.06.1989                                | Denemarken – Engeland                     | 1 – 1                                     | Vriendschappelijk                         | Goal                                      |
| 43                                        | 06.09.1989                                | Zweden – Engeland                         | 0 – 0                                     | WK-kwalificatie                           |                                           |
| 44                                        | 11.10.1989                                | Polen – Engeland                          | 0 – 0                                     | WK-kwalificatie                           |                                           |
| 45                                        | 15.11.1989                                | Engeland – Italië                         | 0 – 0                                     | Vriendschappelijk                         |                                           |
| 46                                        | 13.12.1989                                | Engeland – Joegoslavië                    | 2 – 1                                     | Vriendschappelijk                         |                                           |
| 47                                        | 28.03.1990                                | Engeland – Brazilië                       | 1 – 0                                     | Vriendschappelijk                         | Goal                                      |
| 48                                        | 25.04.1990                                | Engeland – Tsjecho-Slowakije              | 4 – 2                                     | Vriendschappelijk                         |                                           |
| 49                                        | 15.05.1990                                | Engeland – Denemarken                     | 1 – 0                                     | Vriendschappelijk                         | Goal                                      |
| 50                                        | 22.05.1990                                | Engeland – Uruguay                        | 1 – 2                                     | Vriendschappelijk                         |                                           |
| 51                                        | 02.06.1990                                | Tunesië – Engeland                        | 1 – 1                                     | Vriendschappelijk                         |                                           |
| 52                                        | 11.06.1990                                | Engeland – Ierland                        | 1 – 1                                     | WK-eindronde                              | Goal                                      |
| 53                                        | 16.06.1990                                | Engeland – Nederland                      | 0 – 0                                     | WK-eindronde                              |                                           |
| 54                                        | 21.06.1990                                | Engeland – Egypte                         | 1 – 0                                     | WK-eindronde                              |                                           |
| 55                                        | 27.06.1990                                | Engeland – België                         | 1 – 0                                     | WK-eindronde                              |                                           |
| 56                                        | 01.07.1990                                | Engeland – Kameroen                       | 3 – 2                                     | WK-eindronde                              | Goal · Goal                               |
| 57                                        | 04.07.1990                                | Duitsland – Engeland                      | 1 – 1                                     | WK-eindronde                              | Goal                                      |
| 58                                        | 07.07.1990                                | Italië – Engeland                         | 2 – 1                                     | WK-eindronde                              |                                           |
| 59                                        | 12.09.1990                                | Engeland – Hongarije                      | 1 – 0                                     | Vriendschappelijk                         | Goal                                      |
| 60                                        | 17.10.1990                                | Engeland – Polen                          | 2 – 0                                     | EK-kwalificatie                           | Goal                                      |
| 61                                        | 14.11.1990                                | Ierland – Engeland                        | 1 – 1                                     | EK-kwalificatie                           |                                           |
| 62                                        | 06.02.1991                                | Engeland – Kameroen                       | 2 – 0                                     | Vriendschappelijk                         | Goal · Goal                               |
| 63                                        | 27.03.1991                                | Engeland – Ierland                        | 1 – 1                                     | EK-kwalificatie                           |                                           |
| 64                                        | 01.05.1991                                | Turkije – Engeland                        | 0 – 1                                     | EK-kwalificatie                           |                                           |
| 65                                        | 25.05.1991                                | Engeland – Argentinië                     | 2 – 2                                     | England Chall Cup                         | Goal                                      |
| 66                                        | 01.06.1991                                | Australië – Engeland                      | 0 – 1                                     | Vriendschappelijk                         |                                           |
| 67                                        | 03.06.1991                                | Nieuw-Zeeland – Engeland                  | 0 – 1                                     | Vriendschappelijk                         | Goal                                      |
| 68                                        | 12.06.1991                                | Maleisië – Engeland                       | 2 – 4                                     | Vriendschappelijk                         | Goal · Goal · Goal · Goal                 |
| 69                                        | 11.09.1991                                | Engeland – Duitsland                      | 0 – 1                                     | Vriendschappelijk                         |                                           |
| 70                                        | 16.10.1991                                | Engeland – Turkije                        | 1 – 0                                     | EK-kwalificatie                           |                                           |
| 71                                        | 13.11.1991                                | Polen – Engeland                          | 1 – 1                                     | EK-kwalificatie                           | Goal                                      |
| 72                                        | 19.02.1992                                | Engeland – Frankrijk                      | 2 – 0                                     | Vriendschappelijk                         | Goal                                      |
| 73                                        | 25.03.1992                                | Tsjecho-Slowakije – Engeland              | 2 – 2                                     | Vriendschappelijk                         |                                           |
| 74                                        | 29.04.1992                                | GOS – Engeland                            | 2 – 2                                     | Vriendschappelijk                         | Goal                                      |
| 75                                        | 12.05.1992                                | Hongarije – Engeland                      | 0 – 1                                     | Vriendschappelijk                         |                                           |
| 76                                        | 17.05.1992                                | Engeland – Brazilië                       | 1 – 1                                     | Vriendschappelijk                         |                                           |
| 77                                        | 03.06.1992                                | Finland – Engeland                        | 1 – 2                                     | Vriendschappelijk                         |                                           |
| 78                                        | 11.06.1992                                | Denemarken – Engeland                     | 0 – 0                                     | EK-eindronde                              |                                           |
| 79                                        | 14.06.1992                                | Frankrijk – Engeland                      | 0 – 0                                     | EK-eindronde                              |                                           |
| 80                                        | 17.06.1992                                | Zweden – Engeland                         | 2 – 1                                     | EK-eindronde                              |                                           |

## Trivia
Aan Lineker wordt de vaak geciteerde uitspraak "Voetbal is een simpel spel; 22 mannen rennen achter een bal aan en uiteindelijk winnen de Duitsers" toegeschreven.